# Южный департамент
Южный департамент (фр. Le Département du Sud, гаит. креол. Sid) — один из 10 департаментов Гаити.
Площадь 2 654 км², население 704 760 человек (2009).
Административный центр — город Ле-Ке. В этом департаменте наиболее большая доля гаитян смешанной расы, а также арабов.

## Округа и коммуны
Департамент делится на 5 округа и на 18 коммун:
- Акен
  - Акен (Aquin)
  - Кавайон (Cavaillon)
  - Сен-Луи-дю-Сюд (Saint-Louis-du-Sud)
- Ле-Ке
  - Ле-Ке (Les Cayes)
  - Кам-Перрен (Camp-Perrin)
  - Шанталь (Chantal)
  - Маниш (Maniche)
  - Иль-а-Ваш (Île-à-Vache)
  - Торбек (Torbeck)
- Ле-Шардоньер
  - Ле-Шардоньер (Les Chardonnières)
  - Лез-Англе (Les Anglais)
  - Тибюрон (Tiburon)
- Ле-Кото
  - Ле-Кото (Les Côteaux)
  - Пор-а-Пиман (Port-à-Piment)
  - Рош-а-Бато (Roche-à-Bateau)
- Пор-Салю
  - Пор-Салю (Port-Salut)
  - Арнике (Arniquet)
  - Сен-Жан-дю-Сюд (Saint-Jean-du-Sud)

## Основные населённые пункты
- Акен (Aquin) (население 95 004 (2003))
- Дюмор (Dumord)
- Дюверж (Duverge)
- Ле-Кото (Les Côteaux)
- Лез-Англе (Les Anglais)
- Ле-Ке (Les Cayes) (население 45 904 (1995))
- Ла-Порт (La Porte)
- Пор-Салю (Port Salut)
- Торбек (Torbeck)
- Шанталь (Chantal) (население 27 935 (2003))